# Список астероїдів (10701—10800)
| Назва                                | Тимчасове позначення        | Дата відкриття    | Місце відкриття                | Відкривач                          |
| ------------------------------------ | --------------------------- | ----------------- | ------------------------------ | ---------------------------------- |
| (10701) 1981 PF                      | 1981 PF                     | 8 серпня 1981     | Гарвардська обсерваторія       | Гарвардська обсерваторія           |
| 10702 Арізоркас (Arizorcas)          | 1981 QD                     | 30 серпня 1981    | Ловеллівська обсерваторія      | Едвард Бовелл                      |
| (10703) 1981 QU3                     | 1981 QU3                    | 23 серпня 1981    | Обсерваторія Ла-Сілья          | Анрі Дебеонь                       |
| (10704) 1981 RQ1                     | 1981 RQ1                    | 1 вересня 1981    | Обсерваторія Ла-Сілья          | Анрі Дебеонь                       |
| (10705) 1981 SL                      | 1981 SL                     | 22 вересня 1981   | Обсерваторія Клеть             | Антонін Мркос                      |
| (10706) 1981 SE2                     | 1981 SE2                    | 26 вересня 1981   | Станція Андерсон-Меса          | Норман Томас                       |
| (10707) 1981 UV23                    | 1981 UV23                   | 24 жовтня 1981    | Паломарська обсерваторія       | Ш. Дж. Бас                         |
| (10708) 1981 UE26                    | 1981 UE26                   | 25 жовтня 1981    | Паломарська обсерваторія       | Ш. Дж. Бас                         |
| 10709 Оттофранц (Ottofranz)          | 1982 BE1                    | 24 січня 1982     | Станція Андерсон-Меса          | Едвард Бовелл                      |
| (10710) 1982 JE1                     | 1982 JE1                    | 15 травня 1982    | Паломарська обсерваторія       | Паломарська обсерваторія           |
| 10711 Псков (Pskov)                  | 1982 TT2                    | 15 жовтня 1982    | КрАО                           | Журавльова Людмила Василівна       |
| 10712 Малащук (Malashchuk)           | 1982 UE6                    | 20 жовтня 1982    | КрАО                           | Карачкіна Людмила Георгіївна       |
| 10713 Лиморенко (Limorenko)          | 1982 UZ9                    | 22 жовтня 1982    | КрАО                           | Карачкіна Людмила Георгіївна       |
| (10714) 1983 QG                      | 1983 QG                     | 31 серпня 1983    | IRAS                           | IRAS                               |
| 10715 Наглер (Nagler)                | 1983 RL4                    | 11 вересня 1983   | Станція Андерсон-Меса          | Браян Скіфф                        |
| 10716 Олівермортон (Olivermorton)    | 1983 WQ                     | 29 листопада 1983 | Станція Андерсон-Меса          | Едвард Бовелл                      |
| 10717 Дікволкер (Dickwalker)         | 1983 XC                     | 1 грудня 1983     | Станція Андерсон-Меса          | Едвард Бовелл                      |
| 10718 Самусь (Samusʹ)                | 1985 QM5                    | 23 серпня 1985    | КрАО                           | Черних Микола Степанович           |
| 10719 Андамар (Andamar)              | 1985 TW                     | 15 жовтня 1985    | Станція Андерсон-Меса          | Едвард Бовелл                      |
| 10720 Дензл (Danzl)                  | 1986 GY                     | 5 квітня 1986     | Обсерваторія Кітт-Пік          | Spacewatch                         |
| 10721 Тутеров (Tuterov)              | 1986 QO4                    | 17 серпня 1986    | КрАО                           | Карачкіна Людмила Георгіївна       |
| 10722 Монарі (Monari)                | 1986 TB                     | 1 жовтня 1986     | Обсерваторія Сан-Вітторе       | Обсерваторія Сан-Вітторе           |
| (10723) 1986 TH                      | 1986 TH                     | 3 жовтня 1986     | Обсерваторія Брорфельде        | Поуль Єнсен                        |
| (10724) 1986 VR5                     | 1986 VR5                    | 5 листопада 1986  | Станція Андерсон-Меса          | Едвард Бовелл                      |
| 10725 Сукунабікона (Sukunabikona)    | 1986 WB                     | 22 листопада 1986 | Тойота                         | Кендзо Судзукі, Такеші Урата       |
| 10726 Елоді (Elodie)                 | 1987 BS2                    | 28 січня 1987     | Обсерваторія Ла-Сілья          | Ерік Вальтер Ельст                 |
| 10727 Акіцусіма (Akitsushima)        | 1987 DN                     | 25 лютого 1987    | Обсерваторія Одзіма            | Тсунео Ніїдзіма, Такеші Урата      |
| 10728 Владімірфок (Vladimirfock)     | 1987 RT5                    | 4 вересня 1987    | КрАО                           | Журавльова Людмила Василівна       |
| 10729 Цвєткова (Tsvetkova)           | 1987 RU5                    | 4 вересня 1987    | КрАО                           | Журавльова Людмила Василівна       |
| 10730 Вайт (White)                   | 1987 SU                     | 19 вересня 1987   | Станція Андерсон-Меса          | Едвард Бовелл                      |
| (10731) 1988 BL3                     | 1988 BL3                    | 16 січня 1988     | Обсерваторія Ла-Сілья          | Анрі Дебеонь                       |
| (10732) 1988 BM3                     | 1988 BM3                    | 17 січня 1988     | Обсерваторія Ла-Сілья          | Анрі Дебеонь                       |
| 10733 Жорджсанд (Georgesand)         | 1988 CP1                    | 11 лютого 1988    | Обсерваторія Ла-Сілья          | Ерік Вальтер Ельст                 |
| 10734 Вік (Wieck)                    | 1988 CT4                    | 13 лютого 1988    | Обсерваторія Ла-Сілья          | Ерік Вальтер Ельст                 |
| 10735 Зайне (Seine)                  | 1988 CF6                    | 15 лютого 1988    | Обсерваторія Ла-Сілья          | Ерік Вальтер Ельст                 |
| (10736) 1988 DD3                     | 1988 DD3                    | 22 лютого 1988    | Обсерваторія Сайдинг-Спрінг    | Роберт Макнот                      |
| (10737) 1988 DZ4                     | 1988 DZ4                    | 25 лютого 1988    | Обсерваторія Сайдинг-Спрінг    | Роберт Макнот                      |
| 10738 Marcoaldo                      | 1988 FW2                    | 17 березня 1988   | Обсерваторія Ла-Сілья          | В. Феррері                         |
| 10739 Лоумен (Lowman)                | 1988 JB1                    | 12 травня 1988    | Паломарська обсерваторія       | Керолін Шумейкер, Юджин Шумейкер   |
| 10740 Фаллерслебен (Fallersleben)    | 1988 RX2                    | 8 вересня 1988    | Обсерваторія Карла Шварцшильда | Ф. Бернґен                         |
| (10741) 1988 SF3                     | 1988 SF3                    | 16 вересня 1988   | Обсерваторія Серро Тололо      | Ш. Дж. Бас                         |
| (10742) 1988 VK2                     | 1988 VK2                    | 7 листопада 1988  | Окутама                        | Цуному Хіокі, Нобухіро Кавасато    |
| (10743) 1988 VS2                     | 1988 VS2                    | 12 листопада 1988 | Паломарська обсерваторія       | Е. Гелін                           |
| 10744 Цурута (Tsuruta)               | 1988 XO                     | 5 грудня 1988     | YGCO (станція Тійода)          | Такуо Кодзіма                      |
| 10745 Арнштадт (Arnstadt)            | 1989 AK6                    | 11 січня 1989     | Обсерваторія Карла Шварцшильда | Ф. Бернґен                         |
| 10746 Мюльхаузен (Muhlhausen)        | 1989 CE6                    | 10 лютого 1989    | Обсерваторія Карла Шварцшильда | Ф. Бернґен                         |
| 10747 Кетен (Kothen)                 | 1989 CW7                    | 1 лютого 1989     | Обсерваторія Карла Шварцшильда | Ф. Бернґен                         |
| (10748) 1989 CE8                     | 1989 CE8                    | 8 лютого 1989     | Обсерваторія Ла-Сілья          | Анрі Дебеонь                       |
| 10749 Музойс (Musaus)                | 1989 GH8                    | 6 квітня 1989     | Обсерваторія Карла Шварцшильда | Ф. Бернґен                         |
| (10750) 1989 PT                      | 1989 PT                     | 9 серпня 1989     | Паломарська обсерваторія       | Е. Гелін                           |
| (10751) 1989 UV1                     | 1989 UV1                    | 29 жовтня 1989    | Обсерваторія Ґекко             | Йошіакі Ошіма                      |
| (10752) 1989 WJ1                     | 1989 WJ1                    | 25 листопада 1989 | Обсерваторія Кушіро            | Сейджі Уеда, Хіроші Канеда         |
| 10753 ван де Велде (van de Velde)    | 1989 WU4                    | 28 листопада 1989 | Обсерваторія Карла Шварцшильда | Ф. Бернґен                         |
| (10754) 1990 QV5                     | 1990 QV5                    | 29 серпня 1990    | Паломарська обсерваторія       | Генрі Гольт                        |
| (10755) 1990 RO6                     | 1990 RO6                    | 10 вересня 1990   | Обсерваторія Ла-Сілья          | Анрі Дебеонь                       |
| (10756) 1990 SJ2                     | 1990 SJ2                    | 17 вересня 1990   | Паломарська обсерваторія       | Генрі Гольт                        |
| (10757) 1990 SF3                     | 1990 SF3                    | 18 вересня 1990   | Паломарська обсерваторія       | Генрі Гольт                        |
| (10758) 1990 SM7                     | 1990 SM7                    | 22 вересня 1990   | Обсерваторія Ла-Сілья          | Ерік Вальтер Ельст                 |
| (10759) 1990 SX16                    | 1990 SX16                   | 17 вересня 1990   | Паломарська обсерваторія       | Генрі Гольт                        |
| 10760 Одзекі (Ozeki)                 | 1990 TJ3                    | 15 жовтня 1990    | Обсерваторія Кітамі            | Кін Ендате, Кадзуро Ватанабе       |
| 10761 Любімєц (Lyubimets)            | 1990 TB4                    | 12 жовтня 1990    | Обсерваторія Карла Шварцшильда | Лутц Шмадель, Ф. Бернґен           |
| 10762 фон Лауе (von Laue)            | 1990 TC4                    | 12 жовтня 1990    | Обсерваторія Карла Шварцшильда | Ф. Бернґен, Лутц Шмадель           |
| 10763 Главка (Hlawka)                | 1990 TH13                   | 12 жовтня 1990    | Обсерваторія Карла Шварцшильда | Лутц Шмадель, Ф. Бернґен           |
| 10764 Рюбецаль (Rubezahl)            | 1990 TK13                   | 12 жовтня 1990    | Обсерваторія Карла Шварцшильда | Ф. Бернґен, Лутц Шмадель           |
| (10765) 1990 UZ                      | 1990 UZ                     | 20 жовтня 1990    | Обсерваторія Дінік             | Ацуші Суґіе                        |
| (10766) 1990 UB1                     | 1990 UB1                    | 20 жовтня 1990    | Обсерваторія Дінік             | Ацуші Суґіе                        |
| 10767 Тойомасу (Toyomasu)            | 1990 UF1                    | 22 жовтня 1990    | Обсерваторія Кітамі            | Кін Ендате, Кадзуро Ватанабе       |
| 10768 Сарутахіко (Sarutahiko)        | 1990 UZ1                    | 21 жовтня 1990    | Обсерваторія Ніхондайра        | Такеші Урата                       |
| 10769 Мінас Жерайс (Minas Gerais)    | 1990 UJ5                    | 16 жовтня 1990    | Обсерваторія Ла-Сілья          | Ерік Вальтер Ельст                 |
| 10770 Белу-Оризонті (Belo Horizonte) | 1990 VU5 1984 SX7 1998 FT43 | 15 листопада 1990 | Обсерваторія Ла-Сілья          | Ерік Вальтер Ельст                 |
| 10771 Ору-Прету (Ouro Preto)         | 1990 VK6                    | 15 листопада 1990 | Обсерваторія Ла-Сілья          | Ерік Вальтер Ельст                 |
| (10772) 1990 YM                      | 1990 YM                     | 23 грудня 1990    | Обсерваторія Кушіро            | Сейджі Уеда, Хіроші Канеда         |
| (10773) 1991 AK2                     | 1991 AK2                    | 7 січня 1991      | Обсерваторія Сайдинг-Спрінг    | Роберт Макнот                      |
| 10774 Ейзенах (Eisenach)             | 1991 AS2                    | 15 січня 1991     | Обсерваторія Карла Шварцшильда | Ф. Бернґен                         |
| 10775 Лейпциг (Leipzig)              | 1991 AV2                    | 15 січня 1991     | Обсерваторія Карла Шварцшильда | Ф. Бернґен                         |
| 10776 Мусашітомійо (Musashitomiyo)   | 1991 CP1                    | 12 лютого 1991    | Обсерваторія Йорії             | Масару Араї, Хіроші Морі           |
| (10777) 1991 EB5                     | 1991 EB5                    | 13 березня 1991   | Обсерваторія Ла-Сілья          | Анрі Дебеонь                       |
| 10778 Маркс (Marcks)                 | 1991 GN10                   | 9 квітня 1991     | Обсерваторія Карла Шварцшильда | Ф. Бернґен                         |
| (10779) 1991 LW                      | 1991 LW                     | 14 червня 1991    | Паломарська обсерваторія       | Е. Гелін                           |
| 10780 Аполлінер (Apollinaire)        | 1991 PB2                    | 2 серпня 1991     | Обсерваторія Ла-Сілья          | Ерік Вальтер Ельст                 |
| 10781 Ріттер (Ritter)                | 1991 PV31                   | 6 серпня 1991     | Обсерваторія Карла Шварцшильда | Ф. Бернґен                         |
| 10782 Гіттмаїр (Hittmair)            | 1991 RH4                    | 12 вересня 1991   | Обсерваторія Карла Шварцшильда | Лутц Шмадель, Ф. Бернґен           |
| (10783) 1991 RB9                     | 1991 RB9                    | 11 вересня 1991   | Паломарська обсерваторія       | Генрі Гольт                        |
| 10784 Ноай (Noailles)                | 1991 RQ11                   | 4 вересня 1991    | Обсерваторія Ла-Сілья          | Ерік Вальтер Ельст                 |
| 10785 Дежефф (Dejaiffe)              | 1991 RD12                   | 4 вересня 1991    | Обсерваторія Ла-Сілья          | Ерік Вальтер Ельст                 |
| 10786 Robertmayer                    | 1991 TC3                    | 7 жовтня 1991     | Обсерваторія Карла Шварцшильда | Ф. Бернґен, Лутц Шмадель           |
| 10787 Оттобуркард (Ottoburkard)      | 1991 TL3                    | 4 жовтня 1991     | Обсерваторія Карла Шварцшильда | Лутц Шмадель, Ф. Бернґен           |
| (10788) 1991 UC                      | 1991 UC                     | 18 жовтня 1991    | Обсерваторія Кушіро            | Сейджі Уеда, Хіроші Канеда         |
| 10789 Майкрід (Mikeread)             | 1991 VL10                   | 5 листопада 1991  | Обсерваторія Кітт-Пік          | Spacewatch                         |
| (10790) 1991 XS                      | 1991 XS                     | 5 грудня 1991     | Обсерваторія Кушіро            | Сейджі Уеда, Хіроші Канеда         |
| (10791) 1992 CS                      | 1992 CS                     | 8 лютого 1992     | Обсерваторія Ґейсей            | Тсутому Секі                       |
| 10792 Еквадор (Ecuador)              | 1992 CQ2                    | 2 лютого 1992     | Обсерваторія Ла-Сілья          | Ерік Вальтер Ельст                 |
| 10793 Кіто (Quito)                   | 1992 CU2                    | 2 лютого 1992     | Обсерваторія Ла-Сілья          | Ерік Вальтер Ельст                 |
| 10794 Венє (Vange)                   | 1992 DW5                    | 29 лютого 1992    | Обсерваторія Ла-Сілья          | UESAC                              |
| 10795 Баббен (Babben)                | 1992 EB5                    | 1 березня 1992    | Обсерваторія Ла-Сілья          | UESAC                              |
| 10796 Соллерман (Sollerman)          | 1992 EB8                    | 2 березня 1992    | Обсерваторія Ла-Сілья          | UESAC                              |
| 10797 Гватемала (Guatemala)          | 1992 GO4                    | 4 квітня 1992     | Обсерваторія Ла-Сілья          | Ерік Вальтер Ельст                 |
| (10798) 1992 LK                      | 1992 LK                     | 3 червня 1992     | Паломарська обсерваторія       | Ґреґорі Леонард                    |
| 10799 Юкатан (Yucatan)               | 1992 OY2                    | 26 липня 1992     | Обсерваторія Ла-Сілья          | Ерік Вальтер Ельст                 |
| (10800) 1992 OM8                     | 1992 OM8                    | 22 липня 1992     | Обсерваторія Ла-Сілья          | Анрі Дебеонь, Альваро Лопес-Ґарсіа |

| ← Астероїди 10001—20000 → |             |             |             |             |             |             |             |             |             |
| 10001—10100               | 11001—11100 | 12001—12100 | 13001—13100 | 14001—14100 | 15001—15100 | 16001—16100 | 17001—17100 | 18001—18100 | 19001—19100 |
| 10101—10200               | 11101—11200 | 12101—12200 | 13101—13200 | 14101—14200 | 15101—15200 | 16101—16200 | 17101—17200 | 18101—18200 | 19101—19200 |
| 10201—10300               | 11201—11300 | 12201—12300 | 13201—13300 | 14201—14300 | 15201—15300 | 16201—16300 | 17201—17300 | 18201—18300 | 19201—19300 |
| 10301—10400               | 11301—11400 | 12301—12400 | 13301—13400 | 14301—14400 | 15301—15400 | 16301—16400 | 17301—17400 | 18301—18400 | 19301—19400 |
| 10401—10500               | 11401—11500 | 12401—12500 | 13401—13500 | 14401—14500 | 15401—15500 | 16401—16500 | 17401—17500 | 18401—18500 | 19401—19500 |
| 10501—10600               | 11501—11600 | 12501—12600 | 13501—13600 | 14501—14600 | 15501—15600 | 16501—16600 | 17501—17600 | 18501—18600 | 19501—19600 |
| 10601—10700               | 11601—11700 | 12601—12700 | 13601—13700 | 14601—14700 | 15601—15700 | 16601—16700 | 17601—17700 | 18601—18700 | 19601—19700 |
| 10701—10800               | 11701—11800 | 12701—12800 | 13701—13800 | 14701—14800 | 15701—15800 | 16701—16800 | 17701—17800 | 18701—18800 | 19701—19800 |
| 10801—10900               | 11801—11900 | 12801—12900 | 13801—13900 | 14801—14900 | 15801—15900 | 16801—16900 | 17801—17900 | 18801—18900 | 19801—19900 |
| 10901—11000               | 11901—12000 | 12901—13000 | 13901—14000 | 14901—15000 | 15901—16000 | 16901—17000 | 17901—18000 | 18901—19000 | 19901—20000 |